# Vidrà
Vidrà is een gemeente in de Spaanse provincie Girona in de regio Catalonië met een oppervlakte van 35 km². Vidrà telt 176 inwoners (1 januari 2016).

## Demografische ontwikkeling
Bron: INE, 1857-2011: volkstellingen